# Oxyrhynchus populneus

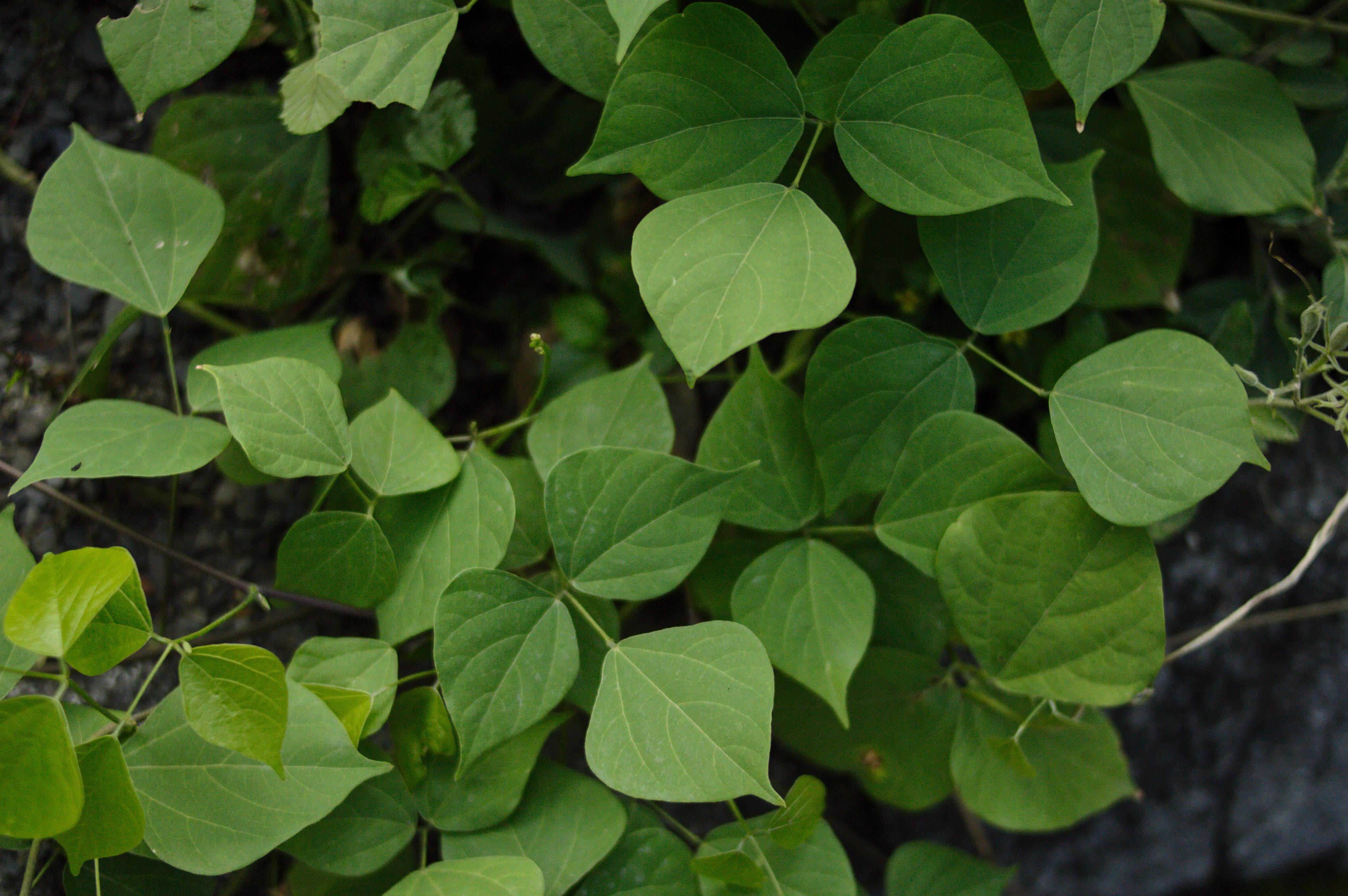
Detalle de las hojas de O. populneus.

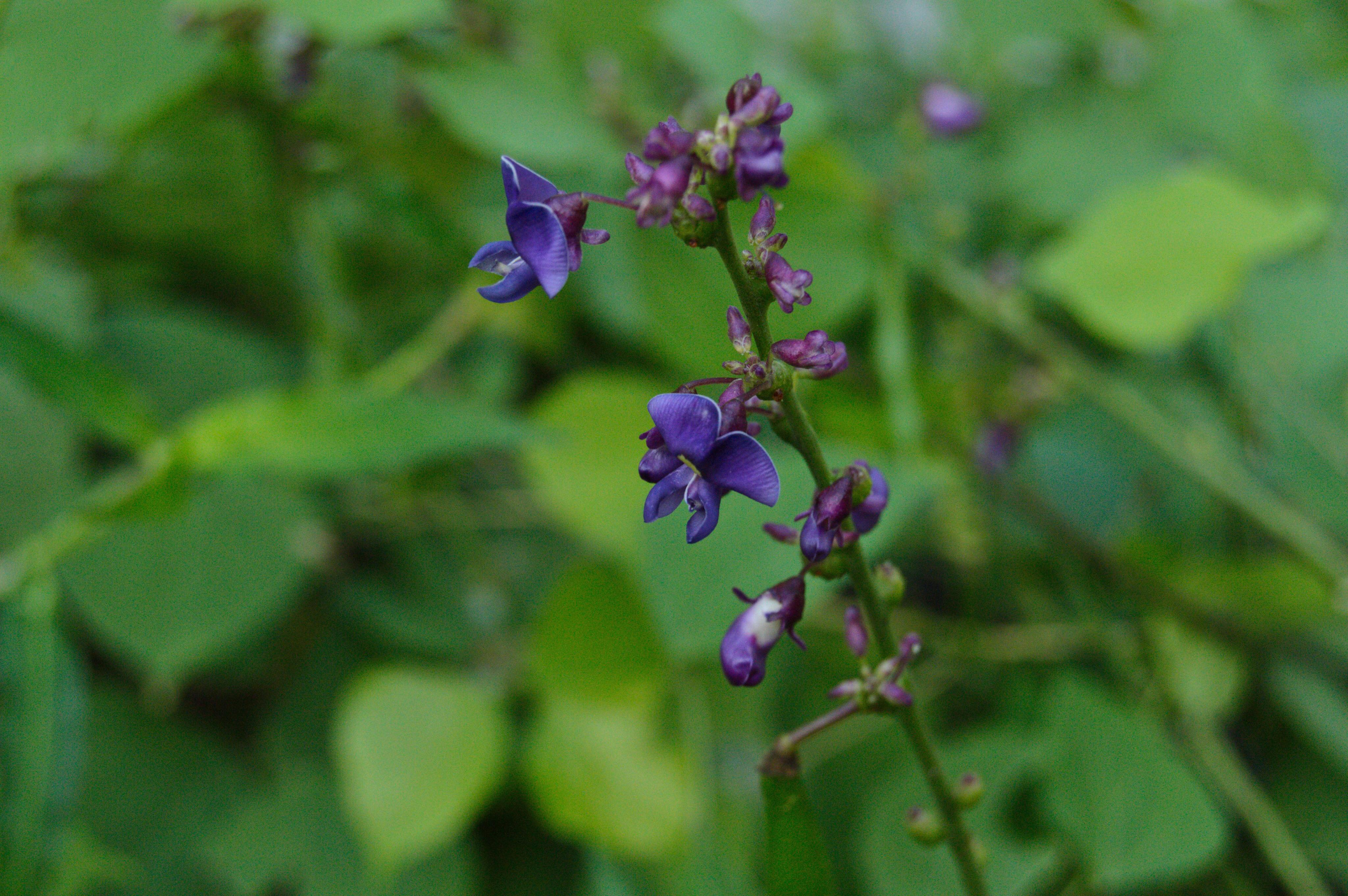
Detalle de las flores de O. populneus.

Oxyrhynchus populneus es una especie de planta nativa de México perteneciente a la familia de las leguminosas. Fue descrita por primera vez por el botánico y agricultor Charles Piper como Vigna populnea pero estudios genéticos y morfológicos recientes la identificaron como miembro del género Oxyrhynchus.

## Distribución
Su distribución conocida se limita al Noreste de México, que comprende los estados de Coahuila, Nuevo León y Tamaulipas. El ejemplar tipo de esta especie fue colectado en el estado de Nuevo León.

## Hábitat y ecología
Su hábitat son bosques de encino, pino-encino y de coníferas, así como en matorral submontano, en suelos arenosos y rocosos en elevaciones de 760 a 2200 m. Su floración ocurre de julio a septiembre. 

## Morfología
Enredadera, puede crecer hasta 7 m de longitud, hojas pinnadas trifoliadas de 12-28 cm de largo, folíolos anchamente ovoides a rómbicos de 6-12 cm de largo.  

### Flores
Las inflorescencias son pseudoracimos, axilares, de 25-40 cm de largo, con 20 nódulos florales conspicuos con 7-12 flores laxas y en espiral. Las flores miden 1.2 mm de largo y son de color rojizo-morado.  